# 아르티예로스역
아르티예로스역(스페인어: Artilleros)은 마드리드 지하철 9호선의 역이다. 마드리드 모라탈라스 구의 비나테로스 로에서 피코 데 아르티예로스 거리와 만나는 교차로 부근에 위치해 있다. 요금구역 상으로는 A구역에 속한다.

## 역사
1980년 1월 31일 9호선 첫 구간 (사인스 데 바란다-파보네스) 개통과 함께 문을 열었다.

## 환승 정보
역 주변에 시내버스 정류장이 두 곳 있다.
버스
- 시내버스
  - 30, 71번 노선 (주간)

지하철
| 마드리드 지하철           | 마드리드 지하철       | 마드리드 지하철           |
| ------------------------- | --------------------- | ------------------------- |
| 에스트레야 파코 데 루시아 | 마드리드 지하철 9호선 | 파보네스 아르간다 델 레이 |